# Bernissart

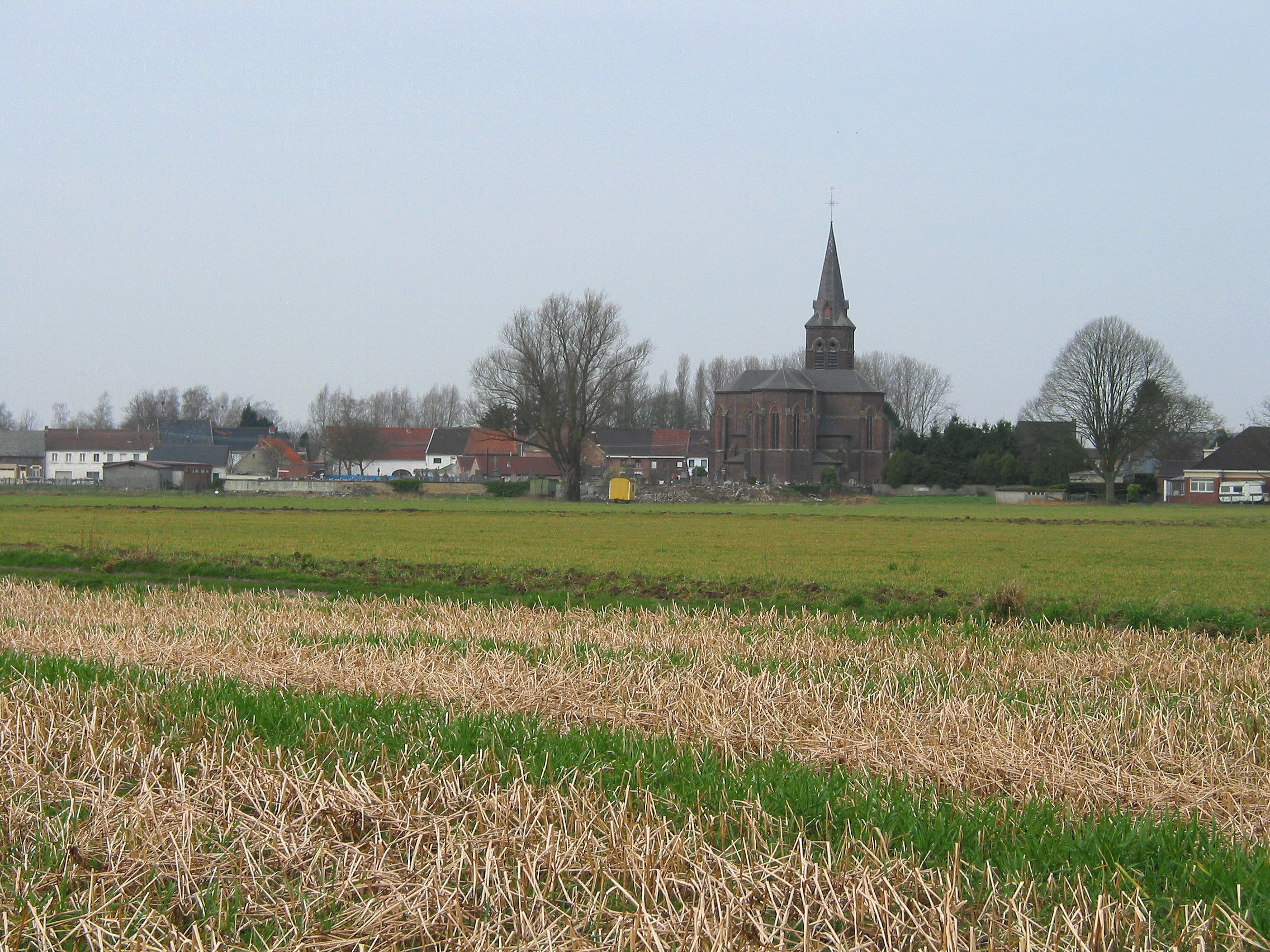
Bernissart

Bernissart is een Waalse plaats en gemeente in de provincie Henegouwen in België. De gemeente telt ruim 11.000 inwoners. Bernissart is internationaal bekend omwille van de dinosauriërskeletten die er eind 19e eeuw werden gevonden.

## De iguanodons van Bernissart

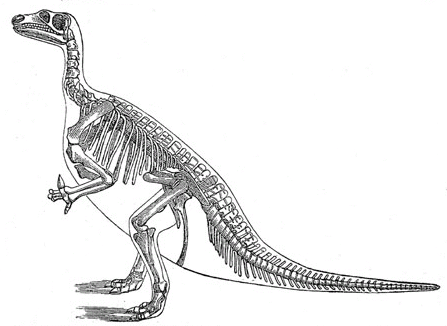
Tweevoetige eind-19e-eeuwse reconstructie van I. bernissartensis

In het voorjaar van 1878 werden in een karstpijp (de Cran aux Iguanodons) in een steenkoolmijn van Bernissart (de Fosse Sainte-Barbe) skeletten gevonden van het dinosauriërgeslacht Iguanodon. Deze vondst is uniek in de wereld: nagenoeg volledige skeletten, onvolledige skeletten en afzonderlijke beenderen van ongeveer veertig dieren werden ontdekt. Het was de eerste keer dat zoveel en zulk volledige resten van dinosauriërs werden teruggevonden. Deze zijn te bezichtigen in het Museum voor Natuurwetenschappen te Brussel. De soort kreeg de naam Iguanodon bernissartensis Boulenger 1881, wat "Iguanodon van Bernissart" betekent.
Het is nog steeds niet duidelijk hoe het komt dat zoveel skeletten op dezelfde plaats bewaard zijn, maar er wordt algemeen aangenomen dat de vindplaats een natuurlijke, moerassige bezinkingsput was. De kadavers konden er zich gedurende vele jaren opeenstapelen, waardoor er zich een viertal bonebeds vormden.
De steenkool uit het Bekken van Bergen waarnaar gedolven werd, stamt uit het Carboon (Silesien), de iguanodons uit het Krijt, meer bepaald uit het Onder-Krijt (Midden-Barremien tot Onderste-Aptien). De skeletten bleven gevrijwaard van vernietiging door erosie omdat zij langzaam in een natuurlijke put (een "cran" in de plaatselijke taal) weggleden.
Naast de iguanodons werden ook overblijfselen van een aantal andere soorten opgegraven, waaronder beenderen van de krokodilachtige Bernissartia fagesii Dollo 1883, die naar de eerste vindplaats ervan werd vernoemd.

## Kernen

### Deelgemeenten
| # | Naam            | Opp. (km²) | Inwoners (2020) | Inwoners per km² | NIS-code |
| - | --------------- | ---------- | --------------- | ---------------- | -------- |
| 1 | Bernissart      | 11,83      | 3.329           | 281              | 51009A0  |
| 2 | Harchies        | 5,10       | 1.771           | 347              | 51009A1  |
| 3 | Pommerœul       | 15,69      | 1.796           | 114              | 51009B0  |
| 4 | Ville-Pommerœul | 0,71       | 721             | 1.019            | 51009B1  |
| 5 | Blaton          | 10,49      | 4.234           | 404              | 51009C   |

## Bezienswaardigheden
- De Onze-Lieve-Vrouwekerk (Église de la Sainte-Vierge) is een neogotisch kerkgebouw van 1876. Deze kerk kwam in de plaats van een -vanwege de sterke bevolkingstoename- te klein geworden kerk.
- Bernissart kende een vijftal mijnschachten: Négresse, Sainte-Cathérine, Sainte-Barbe en een tweetal andere. De historische Machine à Feu werd geplaatst op het terrein van de voormalige Sainte-Barbe. Van 1841-1926 werd er steenkool gewonnen. In 1926 ging de laatste mijn dicht vanwege de wateroverlast die de mijnen teisterde.
- Het Musée de l'Iguanodon behandelt de vondst in 1878 van Iguanodonfossielen in een mijn te Bernissart.

## Natuur en landschap
Het Lac de Bernissart is een vijver ten noordwesten van de dorpskom, aan de rand van het Bois de Bon-Secours. De vijver wordt gebruikt voor de hengelsport en is tevens een verblijfplaats voor watervogels. In het noorden loopt het Kanaal Nimy-Blaton-Péronnes en in het oosten de oude loop van het Kanaal Pommerœul-Antoing. De hoogte aan de kerk bedraagt 21 meter.

### Demografische ontwikkeling voor de fusie
- Bron:NIS - Opm:1831 t/m 1970=volkstellingen; 1976= inwoneraantal op 31 december
- 1970: Aanhechting van Harchies

### Demografische ontwikkeling van de fusiegemeente
Alle historische gegevens hebben betrekking op de huidige gemeente, inclusief deelgemeenten, zoals ontstaan na de fusie van 1 januari 1977.
- Bronnen:NIS, Opm:1831 tot en met 1981=volkstellingen; 1990 en later= inwonertal op 1 januari

| Inwoners van jaar tot jaar op 1 januari 1992 tot heden | Inwoners van jaar tot jaar op 1 januari 1992 tot heden | Inwoners van jaar tot jaar op 1 januari 1992 tot heden |
| jaar                                                   | Aantal                                                 | Evolutie: 1992=index 100                               |
| ------------------------------------------------------ | ------------------------------------------------------ | ------------------------------------------------------ |
| 1992                                                   | 11.463                                                 | 100,0                                                  |
| 1993                                                   | 11.521                                                 | 100,5                                                  |
| 1994                                                   | 11.470                                                 | 100,1                                                  |
| 1995                                                   | 11.473                                                 | 100,1                                                  |
| 1996                                                   | 11.439                                                 | 99,8                                                   |
| 1997                                                   | 11.404                                                 | 99,5                                                   |
| 1998                                                   | 11.368                                                 | 99,2                                                   |
| 1999                                                   | 11.382                                                 | 99,3                                                   |
| 2000                                                   | 11.433                                                 | 99,7                                                   |
| 2001                                                   | 11.398                                                 | 99,4                                                   |
| 2002                                                   | 11.414                                                 | 99,6                                                   |
| 2003                                                   | 11.474                                                 | 100,1                                                  |
| 2004                                                   | 11.453                                                 | 99,9                                                   |
| 2005                                                   | 11.510                                                 | 100,4                                                  |
| 2006                                                   | 11.458                                                 | 100,0                                                  |
| 2007                                                   | 11.513                                                 | 100,4                                                  |
| 2008                                                   | 11.612                                                 | 101,3                                                  |
| 2009                                                   | 11.595                                                 | 101,2                                                  |
| 2010                                                   | 11.669                                                 | 101,8                                                  |
| 2011                                                   | 11.713                                                 | 102,2                                                  |
| 2012                                                   | 11.673                                                 | 101,8                                                  |
| 2013                                                   | 11.807                                                 | 103,0                                                  |
| 2014                                                   | 11.797                                                 | 102,9                                                  |
| 2015                                                   | 11.880                                                 | 103,6                                                  |
| 2016                                                   | 11.943                                                 | 104,2                                                  |
| 2017                                                   | 11.922                                                 | 104,0                                                  |
| 2018                                                   | 11.868                                                 | 103,5                                                  |
| 2019                                                   | 11.859                                                 | 103,5                                                  |
| 2020                                                   | 11.852                                                 | 103,4                                                  |
| 2021                                                   | 11.804                                                 | 103,0                                                  |
| 2022                                                   | 11.916                                                 | 104,0                                                  |
| 2023                                                   | 11.932                                                 | 104,1                                                  |
| 2024                                                   | 11.878                                                 | 103,6                                                  |
| 2025                                                   | 11.894                                                 | 103,8                                                  |

## Politiek

### Resultaten gemeenteraadsverkiezingen sinds 1976
| Partij                                                          | 10-10-1976 | 10-10-1976 | 10-10-1982 | 10-10-1982 | 9-10-1988 | 9-10-1988 | 9-10-1994 | 9-10-1994 | 8-10-2000 | 8-10-2000 | 8-10-2006 | 8-10-2006 | 14-10-2012 | 14-10-2012 | 14-10-2018 | 14-10-2018 | 13-10-2024 | 13-10-2024 |
| Stemmen / Zetels                                                | %          | (*)        | %          | 21         | %         | 21        | %         | 21        | %         | 21        | %         | 21        | %          | 21         | %          | 21         | %          | 21         |
| --------------------------------------------------------------- | ---------- | ---------- | ---------- | ---------- | --------- | --------- | --------- | --------- | --------- | --------- | --------- | --------- | ---------- | ---------- | ---------- | ---------- | ---------- | ---------- |
| PS1 / LdB2                                                      | 65,591     | [ 5 ]      | 54,891     | 13         | 64,21     | 16        | 65,071    | 15        | 59,341    | 15        | 48,961    | 12        | 65,081     | 15         | 46,661     | 11         | 35,232     | 8          |
| ICRA/PRL1/ICB/PRL-MCC2/MR3/MR-CDH-ICC/6item-IC4/ MR-6item-IC5   | 26,75A     | [ 5 ]      | 29,41      | 6          | 21,911    | 4         | 27,1B     | 5         | 17,92     | 3         | 20,133    | 4         | 25,7C      | 5          | 29,114     | 6          | 25,625     | 5          |
| ICRA/PSC1/ICB/H.C.2/UPC3/MR-CDH-ICC/Oxygène-IC4/ 100% CitoyensD | 26,75A     | [ 5 ]      | 7,781      | 1          | 8,661     | 1         | 27,1B     | 5         | 12,652    | 2         | 21,253    | 4         | 25,7C      | 5          | 12,044     | 2          | 27,53D     | 6          |
| 100% CitoyensD                                                  | -          |            | -          |            | -         |           | -         |           | -         |           | -         |           | -          |            | -          |            | 27,53D     | 6          |
| ECOLO                                                           | -          |            | -          |            | -         |           | 7,83      | 1         | 10,11     | 1         | 9,66      | 1         | 9,21       | 1          | 12,19      | 2          | 11,62      | 2          |
| PCB1/PC2                                                        | 7,661      | [ 5 ]      | 7,931      | 1          | 5,221     | 0         | -         |           | -         |           | -         |           | -          |            | -          |            | -          |            |
| Totaal stemmen                                                  | 6787       | 6787       | 6732       | 6732       | 6786      | 6786      | 6759      | 6759      | 7122      | 7122      | 7541      | 7541      | 7722       | 7722       | 7923       | 7923       | 7672       | 7672       |
| Opkomst %                                                       |            |            |            |            | 94,3      | 94,3      | 93        | 93        | 94,21     | 94,21     | 94,13     | 94,13     | 91,33      | 91,33      | 90,54      | 90,54      | 86,06      | 86,06      |
| Blanco / ongeldig %                                             | 3,82       | 3,82       | 5,82       | 5,82       | 5,44      | 5,44      | 6,6       | 6,6       | 7,53      | 7,53      | 7,32      | 7,32      | 7,10       | 7,10       | 9,52       | 9,52       | 10,14      | 10,14      |

 (*) De zetelverdeling voor dit jaar ontbreekt of is onvolledig op de verkiezingsdatabase.
Het aantal zetels van de bestuursmeerderheid wordt vet aangegeven. De grootste partij is in kleur.

## Nabijgelegen kernen
Blaton, Harchies, Vieux-Condé, Condé-sur-l'Escaut